# الذكرى العشرين لدبليو دبليو إي سماكداون
كانت الذكرى العشرين لسماكداون، أو الذكرى السنوية العشرين لسماكداون، حلقة خاصة من برنامج دبليو دبليو إي التلفزيوني الأسبوعي سماكداون أقيمت في 4 أكتوبر 2019 للاحتفال بالذكرى السنوية العشرين للبرنامج. تم بث الحلقة على الهواء مباشرة على فوكس، وتميزت بعودة البرنامج إلى ليالي الجمعة (وبالتالي تمت إعادة تسميته بليلة الجمعة سماكداون)؛
أظهر البث مصارعين دبليو دبليو إي الحاليين من العلامات التجارية راو وسماكداون بالإضافة إلى أعضاء قاعة المشاهير من الماضي. شهد الحدث الرئيسي فوز بروك ليسنر ببطولة دبليو دبليو إي للمرة الخامسة إثر تغلبه على كوفي كينغستون في أول مباراة لليسنر على العلامة التجارية منذ 15 عامًا. وعلى البطاقة السفلية، هزم كيفن أوينز شين مكمان في مباراة سلم أسفرت في محور قصة عن طرد شين، فيما هزم رومان رينز إيريك رون في مباراة حطاب، وهزمت شارلوت فلير وبيكي لينش بايلي وساشا بانكس.
شهد الحدث أيضًا ظهور دوين جونسون (ذا روك) لأول مرة على سماكداون منذ أكثر من خمس سنوات، وظهور للفنان القتالي المختلط كين فيلاسكيز لأول مرة وبطل الملاكمة تايسون فيوري في دبليو دبليو إي.

## الخلفية

### الإنتاج
ظهر سماكداون! لأول مرة كبرنامج تلفزيوني للمصارعة المحترفة تملكه منظمة وورلد ريسلينغ فيدرايشن (الآن دبليو دبليو إي) على يو بي إن في 29 أبريل 1999، وقد ظهر لأول مرة كبرنامج أسبوعي للشبكة في 26 أغسطس من نفس العام. وعلى مر السنين انتقل لعدة شبكات؛ قبل انتقاله إلى فوكس، كان سماكداون قد بُث سابقًا على خدمة الترويج الشقيقة ماي نيتورك تي في من أكتوبر 2008 إلى سبتمبر 2010.
في 26 يونيو 2018، أعلنت دبليو دبليو إي أن سماكداون سينتقل إلى فوكس في ليالي الجمعة بدءً من عام 2019، بموجب عقد مدته خمس سنوات بقيمة 205 مليون دولار سنويًا. ووسط وضع العطاءات التنافسية، اختارت إن بي سي يونيفيرسال ويو إس إيه نيتورك التركيز على الاحتفاظ براو. جاءت الخطوة لمتابعة سماكداون كجزء من تركيز فوكس المتزايد على البرامج الرياضية الحية والترفيه غير المكتوب، في أعقاب البيع القادم لاستوديوهات الأفلام والتلفزيون إلى ديزني. لقد وعد مؤسس الشبكة روبرت مردوخ بالترويج المكثف للبرنامج خلال البث الرياضي، واقترح عرضًا أسبوعيًا لاستوديو دبليو دبليو إي على شبكة الكابل الخاصة به إف إس1.
في 26 سبتمبر 2019، أعلنت دبليو دبليو إي أن مايكل كول سيعود إلى سماكداون لأول مرة منذ عام 2008 لقيادة فريق التعليق إلى جانب زملائه السابقين في راو كوري جريفز ورينيه يونغ. وفي الليلة التالية، بثت فوكس برنامجًا خاصًا، بعنوان SmackDown's Greatest Hits، والذي تضمن لحظات لا تُنسى من تاريخ البرنامج البالغ 20 عامًا. استضاف بوكر تي ويونغ حفل انطلاق خاص لمدة نصف ساعة قبل العرض الأول، كما انضمت إليهما مراسلة قناة فوكس سبورتس كاريسا طومسون كمراسلة «البساط الأزرق».

### محاور القصص
تضمن العرض ست مباريات نتجت عن قصص مكتوبة، حيث صور المصارعون أبطالًا أو أشرارًا أو شخصيات أقل تميزًا في أحداث مكتوبة أدت إلى التوتر وبلغت ذروتها في مباراة مصارعة أو سلسلة من المباريات محددةٌ نتيجتها سلفًا حسب كتَّاب دبليو دبليو إي على العلامات التجارية راو وسماكداون، في حين تنتج محاور القصص على برامج دبليو دبليو إي التلفزيونية الأسبوعية، وليلة الاثنين راو وسماكداون لايف (ومع هذه الذكرى العشرين تمت إعادة تسمية البرنامج بليلة الجمعة سماكداون).
في كلاش أوف ذا تشامبينس، هزم كوفي كينغستون راندي أورتن ليحتفظ ببطولة دبليو دبليو إي. وفي حلقة سماكداون التالية، وبعد أن هزم فريق ذا نيو داي (كينغستون وبيغ إي وإكزافيير وودز) فريق أورتن وأبطال الفرق الثنائية سماكداون ذا ريفايفال (سكوت داوسن وداش وايلدر) في مباراة فريق من ستة لاعبين، عاد بروك ليسنر (برفقة بول هيمان) وتحدى كينغستون على بطولة دبليو دبليو إي، وهو تحدي قبله كينغستون.
وفي حلقة 9 سبتمبر من راو، هزمت كل من بيكي لينش وشارلوت فلير فريق ذا بوس 'إن' هاغ كونيكشان (بايلي وساشا بانكس) في مباراة فريق ثنائي، بعد أن تعرضت لينش وفلير لهجوم من قبلهما في الأسبوع السابق. وفي كلاش أوف ذا تشامبينس، احتفظت لينش ببطولة النساء راو ضد بانكس عن طريق الاستبعاد، بينما احتفظت بايلي ببطولة النساء سماكداون ضد فلير. وفي حلقة راو التالية وخلال مباراة فريق ثنائي ضد بطلات الفرق الثنائية النسائية دبليو دبليو إي أليكسا بليس ونيكي كروس، تعرضت بانكس وبايلي للهجوم بكراسي فولاذية من قبل لينش وفلير. وفي حلقة 24 سبتمبر من سماكداون تم تحديد موعد مباراة فريق ثنائي بين لينش وفلير ضد بوس 'إن' هاغ كونيكشان في 4 أكتوبر. وقبل الإعلان في حلقة 16 سبتمبر من راو، وبعد تعرض بانكس وبايلي لهجوم من لينش وفلير، تحدت بانكس لينش في مباراة إعادة على بطولة النساء راو في حدث الجحيم في زنزانة. قبِلت لينش التحدي في مباراة الجحيم في زنزانة.
في صيف عام 2019، أصبح كيفن أوينز غاضبًا من شين مكمان بسبب أن الأخير أخذ وقتًا أطول على الشاشة كل أسبوع من المصارعين الآخرين منفذًا المزيد من السلطة، وهو ما يتعارض مع وعد عائلة مكمان (فينس مكمان، وستيفاني مكمان، وشين مكماهون وتربل إتش) قبل عدة أشهر. ومع محاولات شين لحظر أوينز من سماكداون، إلا أن أوينز سيظهر ويهاجم شين في لحظات مناسبة. وخلال حلقة راو ريونيون في 22 يوليو، تحدى أوينز شين في مباراة في سمرسلام وقال أنه سيترك دبليو دبليو إي إذا خسر، وهو تحدي قبله شين. فاز أوينز على شين في هذا الحدث. وبعد ليلتين في سماكداون، فرض شين غرامة على أوينز بقيمة 100,000 دولار أمريكي لمهاجمته مسؤول معين، الأيس، الذي تم تعيينه مرة أخرى كمنفذ ضيف خاص في مباراة أوينز ضد ساموا جو حيث تسبب الأيس في خسارة أوينز المباراة حينما عد حتى ثلاثة بسرعة. حاول أوينز التعاطف مع شين لرفع الغرامة. قال شين إنه سيفكر في الأمر، لكنه كلف أوينز مباراة بطولة ملك الحلبة ضد الأيس من خلال توليه منصب الحكم والعد حتى ثلاثة بشكل سريع. تم استبدال شين بالأيس، الذي أصيب، في نصف نهائي ملك الحلبة ضد تشاد غيبل ووعد برفع غرامة أوينز طالما كان أوينز هو حكم المباراة وأنه «قام بعمله بشكل صحيح». تمكن غيبل من السيطرة على شين بسرعة، وثبته في أقل من دقيقة. ثم جعل شين المباراة من نوع سقطتان من أصل ثلاثة وهاجم أوينز، لكن غيبل فاز بالمباراة حينما تمكن من جعل شين يستسلم. ومع أن أوينز أدار المباراة بإنصاف، فقد طرده شين. ثم هدد أوينز شين بدعوى قضائية بتهمة الإنهاء غير المشروع لأن شين هاجم مسؤولًا معينًا (أوينز). أعطى شين أوينز خيارين: إذا واصل أوينز الدعوى، فسيبقي أوينز في المحكمة إلى أجل غير مسمى، ولكن إذا أسقط أوينز الدعوى، فسيتم إعادته إلى منصبه ولكن مع دفع الغرامة. بدلًا من ذلك، تحدى أوينز شين في مباراة سلم تحت شرط إذا فاز شين، فإن أوينز سيتخلى عن الدعوى ويترك دبليو دبليو إي للأبد، ولكن إذا فاز أوينز، فسيغادر شين الشركة. وافق شين على الشرط.
قبل سمرسلام، هاجم إيريك رون خلف الكواليس رومان رينز وكَذب بشأن هذا الهجوم. وعندما عثر رينز على لقطات أظهرت رون باعتباره الجاني، فقد تسبب ذلك في إنهاء شراكة رون ودانيال برايان الثنائية بسبب كذب رون، وقد كان من المقرر إجراء مباراة بين راينو ورون في كلاش أوف ذا تشامبينس. لقد هزم رون رينز في مباراة بلا إقصاء في كلاش أوف ذا تشامبينس بفضل عودة لوك هاربر، حيث أعاد فريقهما الثنائي. تم تحديد موعد مباراة إعادة بين رون ورينز في 4 أكتوبر من نوع مباراة حطاب. وقبل الإعلان في حلقة 24 سبتمبر من سماكداون، تحدى رينز وبرايان رون وهاربر لمباراة فريق ثنائي في حدث الجحيم في زنزانة والتي صارت رسمية.
ومع إعلانهم للبرنامج ووصولهم إلى الكواليس، لم يظهر ستون كولد ستيف أوستن، وأندرتيكر، وستينغ في البث، حيث نشر أندرتيكر لاحقًا على صفحته الرسمية على إنستغرام «لم يكن هناك حاجة له».

## الحدث
افتتح العرض بطلة النساء راو بيكي لينش التي امتدحت سماكداون قبل أن يقاطعها الملك بارون، يليه ذا روك. وبعد تبادل الإهانات اللفظية، هاجمت لينش وروك كوربين بلكمات متعددة. قامت لينش بإسقاط ساقها على كوربن، بينما تابع روك منفذًا حركتا ذا بيبولز إيلبو وروك بوتوم على كوربن لإنهاء المقطع.

### المباريات التمهيدية
في المباراة الأولى، واجهت بيكي لينش وشارلوت فلير ساشا بانكس وبطلة النساء سماكداون بايلي. في النهاية، أجبرت فلير بايلي على الاستسلام لحركة قفل الساق فيغور-إيت للفوز بالمباراة.
المباراة التالية كانت بعنوان بطل مقابل بطل حيث واجه بطل الكون سيث رولينز بطل القارات شينسكي ناكامورا في أول مباراة لرولينز على سماكداون منذ عام 2016. وقبل بدء المباراة، ظهر براي وايت في قفرة Firefly Fun House وسخر من رولينز بشأن مباراتهما في الجحيم في زنزانة. انتهت المباراة بلا نتيجة عندما ظهر وايت بدور The Fiend وهاجم رولينز بحركة ذا مانديبل كلاو مع قيامه كذلك بإلقاءه من فوق المسرح.
بعد ذلك كانت مباراة سلم بين كيفين أوينز وشين ماكمان مع كون وظيفتيهما على المحك. سيطر شين في بداية المباراة بضرب أوينز بأشياء متعددة ونفذ إسقاط الكوع على أوينز فوق طاولة التعليق. ثم نفذ أوينز حركة فروغ سبلاش على شين عبر سلم. وفي النهاية، وعندما صعد شين السلم، أمسكه أوينز ونفذ ضربة باوربومب عبر سلم. ثم صعد أوينز السلم واستعاد الحقيبة للفوز بالمباراة. وفقًا للشرط، تم فصل شين من الشركة في محور القصة.
بعد ذلك، واجه برون سترومان، وذا ميز، ومعهما فريق الآلات الثقيلة (أوتيس وتاكر) كل من: راندي أورتن، وبطل الولايات المتحدة إيه جيه ستايلز، وأبطال الفرق الثنائية راو بوبي روود ودولف زيجلر في مباراة فريق من ثمانية رجال. في النهاية، نفذ سترومان حركة باورسلام على زيجلر للفوز بالمباراة. وخلال المباراة، سخر سترومان من نجم الملاكمة تايسون فيوري، الذي كان يجلس في الصف الأمامي. وبعد المباراة، قفز فيوري على الحاجز ولكن تم تقييده من قبل الأمن.
في مقطع خلف الكواليس، تعثر المنسق الموسيقي مارشميلو وسقط على كارميلا، مما جعله يفوز ببطولة دبليو دبليو إي 24/7. لقد تم عرض لقطات إضافية على موقع دبليو دبليو إي على شبكة الإنترنت والوسائط الاجتماعية تظهر استعادة كارميلا للقب.
وفي المباراة ما قبل الأخيرة، واجه رومان رينز إريك رون في مباراة حطاب. في النهاية، نفذ رينز حركة سبير على رون للفوز بالمباراة.

### الحدث الرئيسي
في الحدث الرئيسي، دافع كوفي كينغستون عن بطولة دبليو دبليو إي ضد بروك ليسنر (برفقة بول هيمان) في أول مباراة لليسنر على شاشة التلفزيون منذ 15 عامًا. ركض كينغستون وقفز على ليسنر، لكن ليسنر أمسك به ونفذ حركة F-5 للفوز باللقب في ثماني ثوان. بعد المباراة، جاء ري ميستيريو، الذي هاجم ليسنر بوحشية في حلقة راو السابقة (إلى جانب ابن ميستيريو دومينيك) مع كين فيلاسكيز (في أول ظهور له في دبليو دبليو إي)، وهو الرجل الذي هزم ليسنر بالضربة القاضية الفنية للفوز ببطولة الوزن الثقيل يو إف سي في حدث يو إف سي 121 في أكتوبر عام 2010. لقد دخل فيلاسكيز الحلبة وهاجم ليسنر بالعديد من الطلقات الجسدية حتى تراجع ليسنر.

## العواقب
قال كين فيلاسكيز في مقابلة خلف الكواليس بعد نهاية بث سماكداون أنه جاء للانتقام من بروك ليسنر على ما فعله لري ميستيريو ودومينيك ابن ميستيريو والذي تبين فيما بعد أن فيلاسكيز عرّابه. بعد ذلك، أُعلن أن ليسنر سيدافع عن بطولة دبليو دبليو إي ضد فيلاسكيز في كراون جول.
نظرًا لأن شارلوت فلير جعلت بايلي تستسلم في مباراة الفريق الثنائي، فقد مُنحت مباراة لبطولة النساء سماكداون ضد بايلي في الجحيم في زنزانة.
في حلقة راو التالية، ظهر تايسون فيوري، راغبًا في اعتذار من برون سترومان. قال سترومان أنه كان يعبث في سماكداون حتى بدا أن فيوري يشير إلى أنه يريد القتال. وبعد بعض الإهانات اللفظية، اندلع شجار هائل بين الاثنين حيث كان يجب أن يفصل بينهما الأمن ومصارعون آخرون. كانت مباراة بين الاثنين مقررة في كراون جول.

## النتائج
| رقم                                                 | النتائج | الشروط | الوقت |
| --------------------------------------------------- | --- | --- | ----- |
| 1                                                   | بيكي لينش وشارلوت فلير هزمتا ذا بوس 'إن' هاغ كونيكشان (بايلي وساشا بانكس)                                         | مباراة فريق ثنائي | 8:15  |
| 2                                                   | سيث رولنز ضد شينسكي ناكامورا انتهت بدون نتيجة                                                                     | مباراة فردية | N/A   |
| 3                                                   | كيفن أوينز هزم شين مكمان                                                                                          | وظيفة ضد وظيفة مباراة السلم تم تعليق حقيبة مليئة بالوثائق القانونية فوق الحلبة، الفائز هو أول من يمسك بالحقيبة، بينما سيُطرد الخاسر | 12:00 |
| 4                                                   | برون سترومان، وذا ميز، والآلات الثقيلة (أوتيس وتاكر) هزموا إيه جيه ستايلز، وراندي أورتن، وروبرت روود، ودولف زيجلر | مباراة فريق من ثمانية لاعبين | 3:10  |
| 5                                                   | رومان رينز هزم إيريك رون                                                                                          | مباراة حطاب | 9:20  |
| 6                                                   | بروك ليسنر (مع بول هيمان) هزم كوفي كينغستون (c)                                                                   | مباراة فردية على بطولة دبليو دبليو إي                                                                                              | 0:08  |
| - (c) – تشير إلى البطل (الأبطال) عند بداية المباراة | | |       |

1. ↑  الحطابون هم: علي، وآندرادي، وأبولو كروز، وبو دالاس، وسيزارو، وسيدريك أليكساندر، وتشاد غيبل، وكيرتس آكسل، وكورت هوكينز، وداش وايلدر، وأريك، وهيث سلايتر، وكارل أندرسون، وإيفار، ولوك غالوس، ونو واي هوسي، وريكوشيه، وسكوت داوسون، وشيلتون بنجامين، وشينسكي ناكامورا، وتايتوس أونيل، وزاك رايدر.

## روابط خارجية
- موقع سماكداون الرسمي